# AN/APG-70
AN/APG-70는 미국이 개발한 항공 레이다다. F-15 전투기에 탑재되는 AN/APG-63 계열 레이다 중 일종으로, F-15E와 F-15I, 그리고 F-15S에 탑재됐다.

## 사용국
- 미국 - 250
- 이스라엘 - 21
- 사우디아라비아 - 72

## 역사
AN / APG-63의 신뢰성을 높이고 쉽게 관리 할 수 있도록 재 설계됐다. 제조 비용을 절감하기 위해 모듈의 대부분은 AN / APG-73 과 공통으로 컴퓨터 및 프로세서의 85 %는 F-14의 AN/APG-71 레이다와 공통이다. AN / APG-63 공대지 모드를 대폭 강화, 합성개구레이다, 저 피 탐지 (LPI) ( 영어 버전 ) 그랜드 매핑 등의 레이다 모드를 추가하고있다. 합성 개구 레이다 모드에서는 150km의 목표물을 해상도 18m, 74km라면 해상도 5.2m의 디지털지도의 작성이 가능하며, 공대공 목표로 탐지 거리는 약 300km까지 연장되어있다. 처리 장치의 속도는 AN / APG-63의 3 배가 PSP의 메모리 용량도 10 배 증가되었다. 또한 송신기와 수신기, 자기 진단 장치 ( 영어 ) 도 신형으로 업데이트되는 F-15E 에 탑재. F-15C 도 MSIP에 의해 탑재하고있다. 파생 형으로서 그랜드 매핑 모드를 삭제 한 다운 그레이드 형의 AN / APG-70S 가 F-15S에 탑재되는 . 이스라엘 F-15I의 AN / APG-70도 도플러 빔 샤프 (DBS) / 매핑 / 합성 개구 (SAR) 모드의 해상도가 1/3로 감소시킬 수있다.

### F-15C/D보다 강력한 F-15E 전투기의 개발
1970년대에 이미 AN/APG-63 레이다를 탑재한 F-15를 배치한 미국이었지만 1980년대에 이미 F-15E를 개발 및 실전배치를 했다. F-15C/D로도 충분히 당시의 소련의 현역 주력 전투기종이었던 미그29 전투기를 상대로 충분히 압도적인 질적 우세를 확보했다. 미그29는 F-15C/D 크기 목표물을 기준으로 레이다 탐지거리가 100km에서 120km 정도였던 반면, 미국의 F-15C/D는 170km 이상의 거리에서 탐지할 수 있었다. 탐지확률이나 식별능력 또한 F-15C/D가 우세했다. 소련의 전투기인 미그29나 90년대에야 겨우 배치된 수호이 27 전투기의 N001(Mech)레이다는 미국 전투기에 비해 목표물 식별능력이 현저히 뒤떨어졌는데, 그 까닭은 레이다에 탑재된 프로세서 때문이다. 미그29(N010레이다)와 수호이27(N001레이다) 기종 둘 다 TS100 프로세서가 레이다에 탑재되어 있기 때문인데, 레이다 출력이 높더라도 레이다가 탐지하는 정보를 TS100의 처리능력이 따라오지 못했기 때문에 이론적으로 170km 거리에서 전투기를 탐지할 수 있는 SU-27 전투기는 170km 거리에서 전투기가 있다고 해도 탐지를 못하거나, 탐지하되 전투기인지 무슨 물체인지 판단할 수 없는 경우가 많아서 식별능력이 매우 제한된다. 그러나 미국의 F-15는 170km 이상의 거리에서 전투기를 훨씬 높은 확률로 탐지 및 식별에 성공하기 때문에 경쟁이 되질 못했다. 물론, 소련도 이러한 문제를 알고 있어서 85,86년도에 N010 Zhuk 레이더, 88년도에 N011 Bars 신형 레이더를 개발한다. N011 Bars 레이더는 AN/APG-70의 성능과 비교했을 때 전혀 뒤쳐지지 않는 성능을 가지고 있었다. 실제로 Su-27이 85년도에 일선 부대에 인도되었지만 이미 그 전부터 Su-27M 이라고 불리는 기체 현대화 계획이 시작되었고, 88년도에 신형 레이더를 장착한 T-10M 시제기가 시험 비행 테스트를 한다. 이런 상황에서 소련이 예산 문제, 최신 항전장비 개발/탑재 지연 등으로 인해  80년대 말까지 수호이27을 배치하지 못하는 반면 미국은 80년대 말에 F-15E를 실전배치를 시작했다. 

### 뛰어난 레이더 탐지능력을 갖춘 전투기 F-15E
F-15E는 F-22 랩터가 개발되기 전까지 미국의 최강의 전투기이였다. 특히 F-15E의 레이다인 AN/APG-70 레이다의 성능이 가장 눈에 띄는 향상이었다. F-15C/D 크기의 목표물을 200km에서 220km거리에서 탐지할 수 있었으며, 미그23 같은 작은 전투기는 148km에서 탐지할 수 있는 세계 최고 수준의 레이다였다. 당시 1980년대의 소련의 최강 전투기인 수호이27의 N001 레이더는 미그23 전투기를 사실상 70km에서 90km 거리에서 탐지할 수 있었다. F-15E의 개발원형인 F-15C/D가 미그23을 120km에서 탐지할 수 있었던걸 감안하면 엄청난 향상이었다.
그 뿐만이 아니라 공대지 탐지능력 역시 뛰어난 레이다였다. AN/APG-70은 SAR(합성개구레이다)능력을 갖고 있었기 때문에 레이다로 지표면을 탐지해서 지도화시키는게 가능했다. 70KM 떨어진 거리에 있는 자동차를 탐지할 수 있었으며 185KM 전방의 지상을 탐지해서 지도화시킬 수 있는 뛰어난 공대지 탐지능력을 갖췄다.

## 같이 보기
- AN/APG-63
- AN/APG-68
- AN/APG-65
- AN/APG-77